# Katalánské hnutí za nezávislost

Estelada Blava (modrocípá vlajka), modrá verze vlajky za nezávislost

Estelada Vermella (vlajka s červenou hvězdou), červená verze vlajky za nezávislost

Katalánské hnutí za nezávislost (katalánština: independentisme català; španělština: independentismo catalán) je politické hnutí historicky odvozené od katalánského nacionalismu, který usiluje o nezávislost Katalánska na Španělsku. Vlajka Estelada, v modré a červené verzi, se stala jejím hlavním symbolem. Politické hnutí začalo v roce 1922, kdy Francesc Macià založil politickou stranu Estat Català (Katalánský stát). V roce 1931 Estat Català a další strany společně vytvořily Esquerra Republicana de Catalunya (Republikánská levice Katalánska; ERC). Macià vyhlásil Katalánskou republiku v roce 1931, po jednání s představiteli druhé španělské republiky a následném přijetí autonomie v rámci Španělského státu. Generál Francisco Franco během španělské občanské války, v roce 1938, katalánskou autonomii zrušil. Po Francově smrti v roce 1975 se katalánské politické strany soustředí spíše na autonomii než na nezávislost.
Moderní hnutí za nezávislost začalo v roce 2010, kdy Ústavní soud ve Španělsku rozhodl, že některé z článků ve Statutu autonomie z roku 2006—který byl vyjednán se španělskou vládou a schválen referendem v Katalánsku—byly protiústavní, a ostatní mohly být vykládány restriktivně. Protest proti tomuto rozhodnutí se rychle přetransformoval v požadování nezávislosti. Počínaje městem Arenys de Munt, mezi lety 2009 a 2011 více než 550 obcí v Katalánsku konalo symbolická referenda o nezávislosti. Všechna města vykazovala vysoký počet hlasů PRO nezávislost, při cca 30% volební účasti. Protestní demonstrace proti rozhodnutí soudu, kterou v roce 2010 pořádala kulturní organizace Òmnium Cultural, se zúčastnilo přes milion lidí. Hnutí inspirované myšlenkami o nezávislosti se mezi lidmi stalo populární a poskytovalo politikům pozitivní zpětnou vazbu; druhý masový protest dne 11. září 2012 (Národní den Katalánska) výslovně vyzval katalánskou vládu k zahájení procesu vedoucímu k nezávislosti země. Katalánský prezident Artur Mas vyhlásil mimořádné všeobecné volby, ve kterých většina voličů hlasovala pro nezávislost Katalánska, poprvé v historii regionu. Nový parlament na začátku roku 2013 přijal Prohlášení o suverenitě Katalánska, ve kterém deklaruje, že katalánský lid má právo rozhodnout o své vlastní politické budoucnosti.
Katalánská vláda vyhlásila referendum, které se konalo v listopadu 2014, a které mělo rozhodnout o otázce katalánské státnosti. V referendu byly položeny dvě otázky: "Chcete, aby se Katalánsko stalo státem?" a (pokud ano) "Chcete, aby tento stát byl nezávislý?" Španělská vláda předložila návrh referenda Španělskému ústavnímu soudu, který rozhodl, že se jedná o referendum protiústavní. Katalánská vláda tak místo pojmu referendum změnila název na tzv. nezávaznou konzultaci. Španělský soud neuznal tuto změnu v názvu a zakázal hlasování. Katalánské úřady rozsudek neuposlechly a nezávazné referendum o nezávislosti proběhlo 9. listopadu 2014. Výsledek byl následující: 81 % hlasů pro dvojí ano, při volební účasti 42 %. Další volby Artur Mas vyhlásil na září roku 2015, kdy se již mělo jednat o závazné referendum o katalánské nezávislosti. Přestože politické strany podporující nezávislost v listopadu 2015 vyhrály většinu křesel, procentuálně měly podporu pouhých 47 % hlasujících. Nový parlament schválil usnesení vyhlašující začátek cesty k nezávislosti v listopadu 2015. Nový prezident Carles Puigdemont na následující rok vyhlásil závazné referendum o nezávislosti Katalánska. Přestože bylo referendum španělskou vládou a Ústavním soudem považováno za nezákonné, přesto se dne 1. října 2017 konalo. V hlasování, kde strany nepodporující nezávislost vyzývaly voliče k neúčasti v nezákonných volbách, výsledky ukázaly 90% podporu pro nezávislost 43 % zúčastněných voličů. Na základě tohoto výsledku dne 27. října 2017 Parlament Katalánska schválil usnesení o vytvoření nezávislé Republiky jednostranně. Hlasování bylo ze strany právníků Katalánského parlamentu považováno za nelegální, jelikož porušovalo rozhodnutí Ústavního soudu Španělska.
Politické strany, které v Parlamentu Katalánska  výslovně podporují nezávislost jsou Partit Demòcrata Europeu Català (Katalánská evropská demokratická strana; PDeCAT), dříve s názvem Convergència Democràtica de Catalunya (Demokratické sblížení Katalánska; CDC); Esquerra Republicana de Catalunya (Republikánská levice Katalánska; ERC) a Candidatura d'Unitat Populár (Kandidatura lidové jednoty; CUP). Strany proti jakékoli změně v pozici Katalánska jsou Ciutadans (Občané) a katalánská pobočka Partido Popular (Lidová strana). Partit dels Socialistes de Catalunya (Strana katalánských socialistů; PSC) a katalánská odnož Partido Socialista Obrero Español (Španělská socialistická dělnická strana; PSOE) oficiálně podporují možnost federalistického zřízení. Podemos, třetí největší strana ve španělském parlamentu, podporuje referendum. Některé menší strany zastávají střední cesty k národnímu sebeurčení nebo podporují možnost nového legálního referenda.